# Witalij Berezowski
Witalij Ołeksandrowycz Berezowski, ukr. Віталій Олександрович Березовський (ur. 11 kwietnia 1984 w Odessie) – ukraiński piłkarz, grający na pozycji obrońcy a wcześniej pomocnika.

## Kariera piłkarska

### Kariera klubowa
Wychowanek klubu Czornomoreć Odessa, barwy którego bronił w juniorskich mistrzostwach Ukrainy (DJuFL). W lipcu 2001 rozpoczął karierę piłkarską w drugiej drużynie Czornomorca Odessa. W 2003 grał w drugoligowych klubach Dnister Owidiopol i Reał Odessa. Potem wyjechał do Mołdawii, gdzie bronił barw tyraspolskich zespołów Sheriff i FC Tyraspol. We wrześniu 2005 powrócił na rok do Ukrainy, gdzie występował w drużynie Roś Biała Cerkiew, po czym wyjechał do Łotwy, gdzie zasilił skład FK Ventspils. Jednak nie rozegrał żadnego meczu i po roku powrócił do Ukrainy. Grał krótko w amatorskim zespole Awanhard Sutysky, a w styczniu 2008 został piłkarzem klubu IhroSerwis Symferopol. W sierpniu 2009 przeszedł do białoruskiego Dynama Brześć. Na początku 2011 przeniósł się do Naftana Nowopołock. Na początku 2013 wyjechał do Kazachstanu, gdzie przez pół roku bronił barw drugoligowego Kajsaru Kyzyłorda. W sierpniu 2013 debiutował w składzie Zirki Kirowohrad, a 21 czerwca 2014 za obopólną zgodą kontrakt z klubem został anulowany. W sierpniu 2014 zasilił skład Stomilu Olsztyn. Od sezonu 2015/16 jest zawodnikiem Sandecji Nowy Sącz.

## Sukcesy i odznaczenia

### Sukcesy klubowe
- zdobywca Pucharu Białorusi: 2012